# Метод дотичної (гідрогеологія)
Метод дотичної (у нафтовидобутку) (рос. метод касательной; англ. tangent method; нім. Tangentenmethode f) — метод обробки результатів виміру відновлення тиску у свердловині при її дослідженні методом відновлення вибійного тиску за умови, коли свердловина тривалий час працювала перед зупинкою, суть якого полягає в тому, що до дослідних точок на графіку в координатах Δp — ln t проводять дотичну, де Δp — приріст тиску над величиною тиску перед зупинкою; t — тривалість дослідження.